# Гурдијеж
Гурдијеж (фр. Gourdièges) насеље је и општина у централној Француској у региону Оверња, у департману Кантал која припада префектури Сен Флур.
По подацима из 2011. године у општини је живело 61 становника, а густина насељености је износила 7,21 становника/km². Општина се простире на површини од 8,46 km². Налази се на средњој надморској висини од 1100 метара (максималној 1.157 m, а минималној 987 m).

## Демографија
| 1962. | 1968. | 1975. | 1982. | 1990. | 1999. | 2011. |
| ----- | ----- | ----- | ----- | ----- | ----- | ----- |
| 103   | 105   | 103   | 79    | 61    | 54    | 61    |

График промене броја становника у току последњих година